# Risa Ai
Risa Ai (阿井莉沙, Ai Risa, née le 10 septembre 1987 dans la préfecture de Kanagawa au Japon) est une actrice et chanteuse japonaise, qui débute en 2002 en rejoignant le groupe d'idoles japonaises dream. Elle commence également à tourner dans des films et drama, puis quitte le groupe le 29 mars 2004. Elle sort un album solo en 2005. 

## Discographie

### Avec dream
Albums
- 26/02/2003 : Dream World
- 10/03/2004 : ID

Singles
- 13/02/2003 : Music Is My Thing
- 10/09/2003 : I Love Dream World
- 25/02/2004 : Identity -Prologue-

DVD
- 19/03/2003 : dream party
- 06/08/2003 : dream live 2003 ~dream world~
- 10/12/2003 : I Love Dream World
- 26/05/2004 : ID

### En solo
Album
- 23/09/2005 : Love Highway (ラブ・ハイウェイ?)